# Christian Goethals
 Christian Goethals (Heule, 4 augustus 1928 - Gullegem, 26 februari 2003) was een Formule 1-piloot uit België. Hij reed in 1958 1 Grand Prix voor het team Cooper.

## Levensloop
Jonkheer Christian Roger Xavier Marie Joseph Ghislain behoorde tot de notabele familie Goethals uit Kortrijk. Hij was de jongste van de zeven kinderen van René Goethals (1876-1928), burgemeester van Heule en van Jeanne Mols (1884-1968).
Zelf trouwde hij in 1968 met Julie Opsomer en ze hadden een dochter.

## Autoraces
In de jaren 1950 nam Goethals als liefhebber deel aan autoraces, aan het stuur van een Porsche Spyder. Als beste resultaten behaalde hij een tweede plaats in de 1956 1500cc class event in Reims, en een eerste plaats in dezelfde klasse in 1957 in Forez.
Hij schafte zich een Cooper-Climax aan, waarmee hij de Formule Eén wedstrijd reed voor de Duitse Grand Prix in 1958, maar hij gaf op. Hij participeerde niet meer in die Formule en keerde terug naar sportwagens.
Hij reed de 1000 km op de Nürburgring in 1959. Hij eindigde vijfde in 1960 in de 1000 km van Buenos Aires en tweede in de Grand Prix van Spa. Kort daarop hield hij met het racen op.